# Karl Diehl (Mediziner)
Karl Diehl (* 27. April 1896 in Cleeberg; † 25. Oktober 1969 in Bad Schwalbach) war ein deutscher Internist. Gemeinsam mit Otmar von Verschuer betrieb er Forschung zur Genetik der Tuberkulose. In der Literatur wird Karl Diehl bisweilen mit dem Krefelder Arzt und NSDAP-Landtagsabgeordneten Emil Heinrich Diehl verwechselt.

## Leben
Diehl nahm als Freiwilliger am Ersten Weltkrieg teil. Im Oktober 1914 wurde er in der Schlacht bei Ypern schwer verwundet und von den Engländern gefangen genommen. Bei einem Gefangenenaustausch kam er frei. Nach dem Krieg studierte er Medizin in Marburg und Hamburg. Während seiner Zeit als Assistenzarzt erkrankte er an Tuberkulose. Er ging zunächst zur Kur nach Davos, wurde dann aber auch Assistenzarzt an der dortigen deutschen Heilstätte. 1927 wechselte er als dirigierender Arzt der chirurgischen Abteilung an die Tuberkulose-Klinik der Stadt Berlin in Sommerfeld, dem Waldhaus Charlottenburg.
Gemeinsam mit Otmar von Verschuer, mit dem er seit dem Studium in Marburg befreundet war und der auch mit ihm an die Universität Hamburg gewechselt war, arbeitete Diehl zur Erblichkeit der Tuberkulose. Ihre gemeinsame Publikation über „Tuberkulose-Zwillinge“ erregte Aufsehen. Darin sahen sie Belege für die genetische Disposition zur Tuberkulose gegeben und nahmen damit in der zeitgenössischen Debatte eine Extremposition ein. Mit eugenischen Forderungen hielten sie sich allerdings zurück. Diehl nahm Kritik dabei eher auf als Verschuer, indem er zugab, dass die Zahl der untersuchten Zwillingspaare gering sei, und dass es umweltbedingte Tuberkulose gebe. Analogieschlüsse lehnte er ab. Nach 1945 lobte Diehl gegenüber Verschuer das Konzept einer christlichen Eugenik, wie sie Hermann Muckermann vertrat. Er habe „selten einen Mann so bewundert und verehrt wie Muckermann“, nachdem er „ihn reden hörte“.
Seit 1931 war Diehl auch externer wissenschaftlicher Mitarbeiter des Kaiser-Wilhelm-Instituts für Anthropologie, menschliche Erblehre und Eugenik (KWI-A). 1935 wurde er dirigierender Arzt im Tuberkulosekrankenhaus „Waldhaus Charlottenburg“ und außerordentlicher Professor in Frankfurt am Main, wo auch Verschuer arbeitete. Am 21. Oktober 1937 beantragte er die Aufnahme in die NSDAP und wurde rückwirkend zum 1. Mai desselben Jahres aufgenommen (Mitgliedsnummer 5.320.803).
1936 erprobte Diehl die Tauglichkeit des von Hans Nachtsheim entwickelten Kaninchenmodells für die Tuberkuloseforschung. Diehl gelang die Züchtung von zwei Kaninchenstämmen mit unterschiedlicher Resistenz gegenüber Tuberkulose-Erregern. Anfang August 1939 wurde in seiner Klinik eine Außenstelle des KWI-A für Tuberkulose-Forschung  eingerichtet und Diehl damit Abteilungsleiter am KWI-A. Seine Arbeit wurde 1943 als kriegswichtig eingestuft und besonders gefördert.
Bald nach Kriegsende beabsichtigte Verschuer, Diehl zu sich nach Frankfurt holen. Er hoffte auf Grund der zu diesem Zeitpunkt hohen Zahl an Tuberkulose-Erkrankungen, für dieses Vorhaben schnell Unterstützung zu finden. Allerdings hatte Diehl wegen der Nahrungsmittelknappheit bereits einige Tiere seiner Zucht schlachten müssen, und weitere waren von Dieben gestohlen worden. Ebenfalls auf Initiative Verschuers wurde Diehl 1948 Chefarzt der Tuberkulose-Klinik Paulinenberg in Bad Schwalbach. Das Vorhaben, eine erbliche Tuberkulose-Resistenz zu züchten, führte er bis in die späten 1950er Jahre fort. 1957 wurde er außerplanmäßiger Professor an der Johann-Wolfgang-Goethe-Universität Frankfurt am Main und wissenschaftlicher Mitarbeiter am Max-Planck-Institut für Biochemie in München.

## Schriften
- Über das primäre Urethralcarcinom des Mannes. Diss. med. Hamburg 1922.
- mit Wilhelm Kremer: Thorakoskopie und Throakokaustik. Berlin 1929.
- mit Otmar Frhr. v. Verschuer: Zwillingstuberkulose
  - Teil I: Zwillingsforschung und erbliche Tuberkulosedisposition. Jena 1933
  - Teil II: Der Erbeinfluß bei der Tuberkulose. Jena 1936
- Das Erbe als Formgestalter der Tuberkulose. Experimente über d. Tuberkulose bei Kaninchen. Leipzig 1941.